# Legio IV Martia
Legio IV Martia (IV Марсів легіон) — римський легіон часів пізньої імперії.

## Історія
Було сформовано у 272 році імператором Авреліаном для військового походу проти Пальмірського царства. Після успішної кампанії проти Пальміри - у 272–273 роках, легіон спрямовано до Кам'янистої Аравії.
Після військової реформи імператора Діоклетіана чисельність легіону зменшено з 5 до 2 тис. легіонерів. У 300 році переміщено до військового табору Беттор (сучасне м. Ель-Лед'юн, Йорданія). Тут легіон розташовувався до 363 року, забезпечуюючи захист Арабського Лімеса. Після потужного землетрусу укріплення Беттору було зруйновано. Після відновлення фортеці залога зі складу легіон стала складати 1000 легіонерів. Інша частина — Martenses Seniores — отримала статус комітатського підрозділу (важка піхота) та переміщена до Сирії. Ще один підрозділ — Martenses Juniores — до Галлії.
Відповідно до Переліку почесних посад (Notitia Dignitatum) напочатку V ст. підпорядковувався дуксу Арабії та забезпечував охорону провінції Палестина III. Легіон з табором у Бетторі залишився в часи раннього періоду Візантійської імперії. У 505 році Беттор знову постраждав внаслідок землетрусу. У 551 році військовий табор легіон ліквідавано, а сам легіон реформовано.